# جورجي ليجتي
جيورجي ساندور ليجتي (بالمجرية: Ligeti György)‏ (28 مايو 1923 - 12 يونيو 2006) كان ملحنًا مجريًا نمساويًا للموسيقى الكلاسيكية المعاصرة. وقد وصف بأنه "واحد من أهم الملحنين الطليعين في النصف الأخير من القرن العشرين وواحد من أكثر الشخصيات تقدمية وابتكارًا في عصره.

## روابط خارجية
- جورج ليغتي على موقع IMDb (الإنجليزية)
- جورج ليغتي على موقع الموسوعة البريطانية (الإنجليزية)
- جورج ليغتي على موقع روتن توميتوز (الإنجليزية)
- جورج ليغتي على موقع مونزينجر (الألمانية)
- جورج ليغتي على موقع ألو سيني (الفرنسية)
- جورج ليغتي على موقع ميوزك برينز (الإنجليزية)
- جورج ليغتي على موقع أول موفي (الإنجليزية)
- جورج ليغتي على موقع قاعدة بيانات الأفلام السويدية (السويدية)
- جورج ليغتي على موقع إن إن دي بي (الإنجليزية)
- جورج ليغتي على موقع أول ميوزيك (الإنجليزية)